# Єршов Павло Іванович
Павло Іванович Єршов (нар. 1914 — пом. 1981) — радянський дипломат, надзвичайний і повноважний посол.

## Біографія
Народився у 1914 році. Член ВКП(б). У Народному комісаріаті закордонних справ СРСР з 1941 року:
- у 1943—1944 роках — заступник завідувача Середньосхідного відділу НКЗС СРСР;
- з 1944 року по червень 1948 року — радник Посольства СРСР у Туреччині;
- з 26 червня 1948 року по 11 лютого 1953 року — надзвичайний та повноважний посланник СРСР в Ізраїлі;
- з березня 1953 року по 1955 рік — заступник завідувача І-го Європейського відділу МЗС СРСР, завідувач I-го Європейського відділу МЗС СРСР;
- з 29 березня 1955 року по 7 вересня 1957 року — надзвичайний та повноважний посланник, згодом посол СРСР у Швейцарії;
- у 1957—1961 роках — експерт-консультант Комісії з публікації дипломатичних документів МЗС СРСР;
- у 1961—1964 роках — заступник генерального директора ЮНЕСКО;
- у 1964—1968 роках — на відповідальній роботі в апараті МЗС СРСР;

З 1968 року — у відставці. Помер у 1981 році.